# بنزین (ترانه)
بنزین (به آلمانی: Benzin)، ترانه‌ای از آلبوم رز قرمز گروه آلمانی رامشتاین است. این ترانه اولین تک‌آهنگ آلبوم رز قرمز است.